# Reed-Muller-code
Een Reed-Muller-code is een lineaire foutcorrigerende code, die gebruikt wordt bij draadloze communicatie, in het bijzonder in communicatie in de ruimte. Bovendien steunt 5G op de nauw verwante polaire codes.
Reed-Mullercodes zijn een generalisatie van Reed-Solomoncodes en Walsh-Hadamardcodes. Traditioneel gebruikt met Reed-Mullercodes als binaire codes, wat betekent dat de boodschappen en codewoorden binaire tekenreeksen zijn. De codes zijn vernoemd naar David E. Muller, een Amerikaanse wiskundige en computerwetenschapper, die de codes in 1954 ontdekte en naar Irving S. Reed, een Amerikaanse wiskundige, die het eerste efficiënte decodeeralgoritme voor de codes voorstelde.

## Constructie
Er bestaan verschillende equivalente manieren om Reed-Mullercodes te beschrijven. Hier wordt gebruik gemaakt van de methode met generatormatrix. Een andere manier is via veeltermen.  De generator-matrix van een Reed-Muller-code met lengte {\displaystyle n=2^{d}}wordt opgebouwd als volgt. 
Beschouw eerst de vectorruimte met dimensie d over het eindig lichaam {\displaystyle \mathbb {F} _{2}=GF(2)}. Deze vectorruimte bevat {\displaystyle 2^{d}} elementen. 
{\displaystyle \mathbb {F} _{2}^{d}=\{x_{1},\ldots ,x_{2^{d}}\}}
We definiëren nu in de n-dimensionale ruimte over {\displaystyle \mathbb {F} _{2}} de 'indicator-vectoren': 
{\displaystyle \mathbb {I} _{A}\in \mathbb {F} _{2}^{n}}
op deelverzamelingen {\displaystyle A\subset \mathbb {F} _{2}^{d}} door:
{\displaystyle \left(\mathbb {I} _{A}\right)_{i}={\begin{cases}1&{\mbox{ als }}x_{i}\in A\\0&{\mbox{ elders}}\\\end{cases}}}
en we definiëren in {\displaystyle (\mathbb {F} _{2})^{n}} de volgende binaire bewerking 'puntproduct': 
{\displaystyle w\wedge z=(w_{1}\times z_{1},\ldots ,w_{n}\times z_{n})}

{\displaystyle \mathbb {F} _{2}^{d}} is een {\displaystyle d}-dimensionale vectorruimte over {\displaystyle \mathbb {F} _{2}}, en is dus te schrijven als 
{\displaystyle (\mathbb {F} _{2})^{d}=\{(y_{1},\ldots ,y_{d})|y_{i}\in \mathbb {F} _{2}\}}

We definiëren nu de volgende vectoren ter lengte  {\displaystyle n:v_{0}=(1,1,1,1,1,1,1,1)} en 
{\displaystyle v_{i}=\mathbb {I} _{H_{i}}}
waarbij {\displaystyle H_{i}} hypervlakken in {\displaystyle (\mathbb {F} _{2})^{d}} zijn (van dimensie {\displaystyle 2^{d}-1}):
{\displaystyle H_{i}=\{y\in (\mathbb {F} _{2})^{d}\mid y_{i}=0\}}
De Reed-Muller RM(d,r)-code van de orde {\displaystyle r} en lengte {\displaystyle n=2^{d}} is de lineaire code die wordt gegenereerd door {\displaystyle v_{0}}en de puntproducten tot en met {\displaystyle r} van de vectoren {\displaystyle v_{i},1\leq i\leq m}. 

## Voorbeeld 1
Zij {\displaystyle d=3}. Dan is derhalve {\displaystyle n=8} en
{\displaystyle \mathbb {F} _{2}^{3}=\{(0,0,0),(0,0,1),\ldots ,(1,1,1)\}},
en
{\displaystyle {\begin{matrix}v_{0}&=&(1,1,1,1,1,1,1,1)\\v_{1}&=&(1,0,1,0,1,0,1,0)\\v_{2}&=&(1,1,0,0,1,1,0,0)\\v_{3}&=&(1,1,1,1,0,0,0,0).\\\end{matrix}}}
De RM(3,1)-code wordt gegenereerd door de verzameling
{\displaystyle \{v_{0},v_{1},v_{2},v_{3}\}}
of, meer expliciet geformuleerd, door de rijen van de matrix:
{\displaystyle {\begin{pmatrix}1&1&1&1&1&1&1&1\\1&0&1&0&1&0&1&0\\1&1&0&0&1&1&0&0\\1&1&1&1&0&0&0&0\\\end{pmatrix}}}
De dimensie van de code is 4, dus de code bestaat uit 16 codewoorden. 

## Voorbeeld 2
De RM(3,2)-code wordt gegenereerd door de verzameling
{\displaystyle \{v_{0},v_{1},v_{2},v_{3},v_{1}\wedge v_{2},v_{1}\wedge v_{3},v_{2}\wedge v_{3}\}}
ofwel door de volgende matrix: 
{\displaystyle {\begin{pmatrix}1&1&1&1&1&1&1&1\\1&0&1&0&1&0&1&0\\1&1&0&0&1&1&0&0\\1&1&1&1&0&0&0&0\\1&0&0&0&1&0&0&0\\1&0&1&0&0&0&0&0\\1&1&0&0&0&0&0&0\\\end{pmatrix}}}

## Eigenschappen
Volgende eigenschappen gelden voor Reed-Mullercodes: 
1. De verzameling van alle mogelijke puntproducten tot en met {\displaystyle d} van de vectoren {\displaystyle v_{i}} vormt een basis van {\displaystyle \mathbb {F} _{2}^{n}}.
2. De RM(d,r)-code heeft dimensie {\displaystyle \sum _{s=0}^{r}{d \choose s}}.
3. Er geldt RM(d,r) = RM(d-1,r) | RM(d-1,r-1) waarbij '|' voor twee lineaire codes {\displaystyle C_{2}\subset C_{1}} is gedefinieerd als {\displaystyle C_{1}|C_{2}=\{(c_{1}|c_{1}+c_{2})\mid c_{1}\in C_{1},c_{2}\in C_{2}\}}.
4. RM(d,r) heeft minimale Hammingafstand {\displaystyle 2^{d-r}}.